# Unia Chrześcijańsko-Społeczna
De Christelijk-Sociale Unie (UChS) (Pools: Unia Chrześcijańsko-Społeczna) is een kleine Poolse partij, die in 1989 is opgericht als directe voortzetting van de Christelijke Sociale Vereniging (ChSS) (Pools: Chrześcijańskie Stowarzyszenie Społeczne), een groep van rooms-katholieke, orthodoxe en protestantse intellectuelen en politici ten tijde van de Volksrepubliek Polen.
De ChSS werd in 1957 opgericht door een groep rond F. Frankowski, de uitgever en hoofdredacteur van het nieuwsblad Za i przeciw ("Voor en Tegen"). De ChSS stond positief tegenover samenwerking met de communistische Poolse Verenigde Arbeiderspartij (PZPR), maar stond veel minder positief tegenover Bolesław Piasecki's katholieke PAX-Groep, waar hij feitelijk een afsplitsing van was. De ChSS zag zichzelf als bemiddelaar tussen de (rooms-katholieke) Kerk en de staat, doch daar kwam niet veel van terecht. De ChSS was vertegenwoordigd in Sejm, het Poolse parlement. Omstreeks 1982 telde de ChSS ca. 10.000 leden. 
In januari 1989 zette de ChSS zich om in een politieke partij, de Christelijk-Sociale Unie (UChS) en nam binnen het communistische blok in het parlement een wat meer oppositioneel karakter aan. Na de val van het communisme bleef de UChS bestaan als gematigd linkse en christelijke partij. In tegenstelling tot christendemocratische partijen als de ZChN en de PChD benadrukte de UChS de oecumene. Bij de parlementsverkiezingen van 1991 behaalde de partij slechts 0,12% van de stemmen. Wel behaalde Eugeniusz Czykwin (behorende tot de orthodoxe Wit-Russische minderheid van Polen) een zetel in de Sejm namens het Orthodoxe Kiescomité. In 1993 kwam er een UChS-lid in de Sejm terecht op de lijst van de Unia Pracy. Vanaf 1996 maakte de UChS deel uit van de Alliantie van Democratisch Links (SLD), maar bleef als zelfstandige partij bestaan toen de SLD in 1999 in een partij werd omgezet. 
Voorzitter van de UChS was van 1989 tot zijn dood in 2012 Kazimierz Morawski, eertijds ook medeoprichter van de ChSS. In de jaren 2000-2001 was hij adviseur van president Kwaśniewski voor minderhedenvraagstukken.